# New Orleans

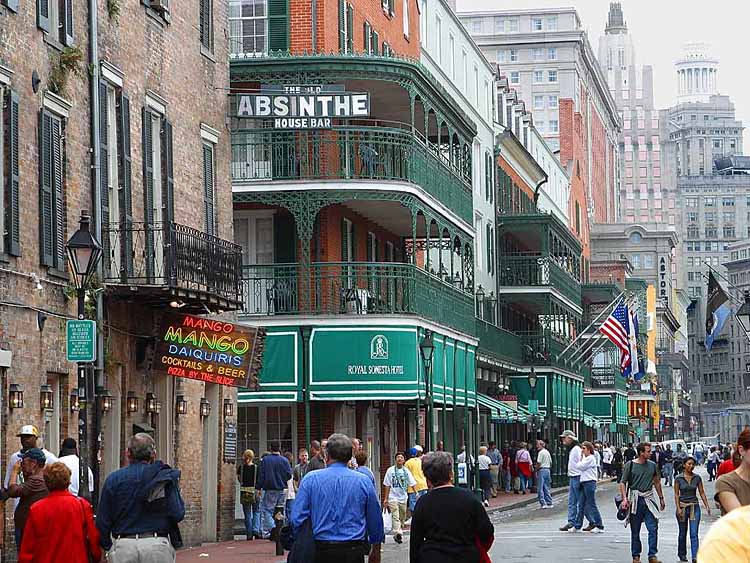
Đường Bourbon, New Orleans, vào năm 2003, nhìn xuống Đường Canal

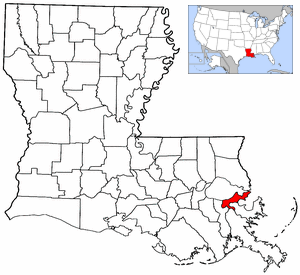
Bản đồ các quận Louisiana với New Orleans và Quận Orleans được tô đậm

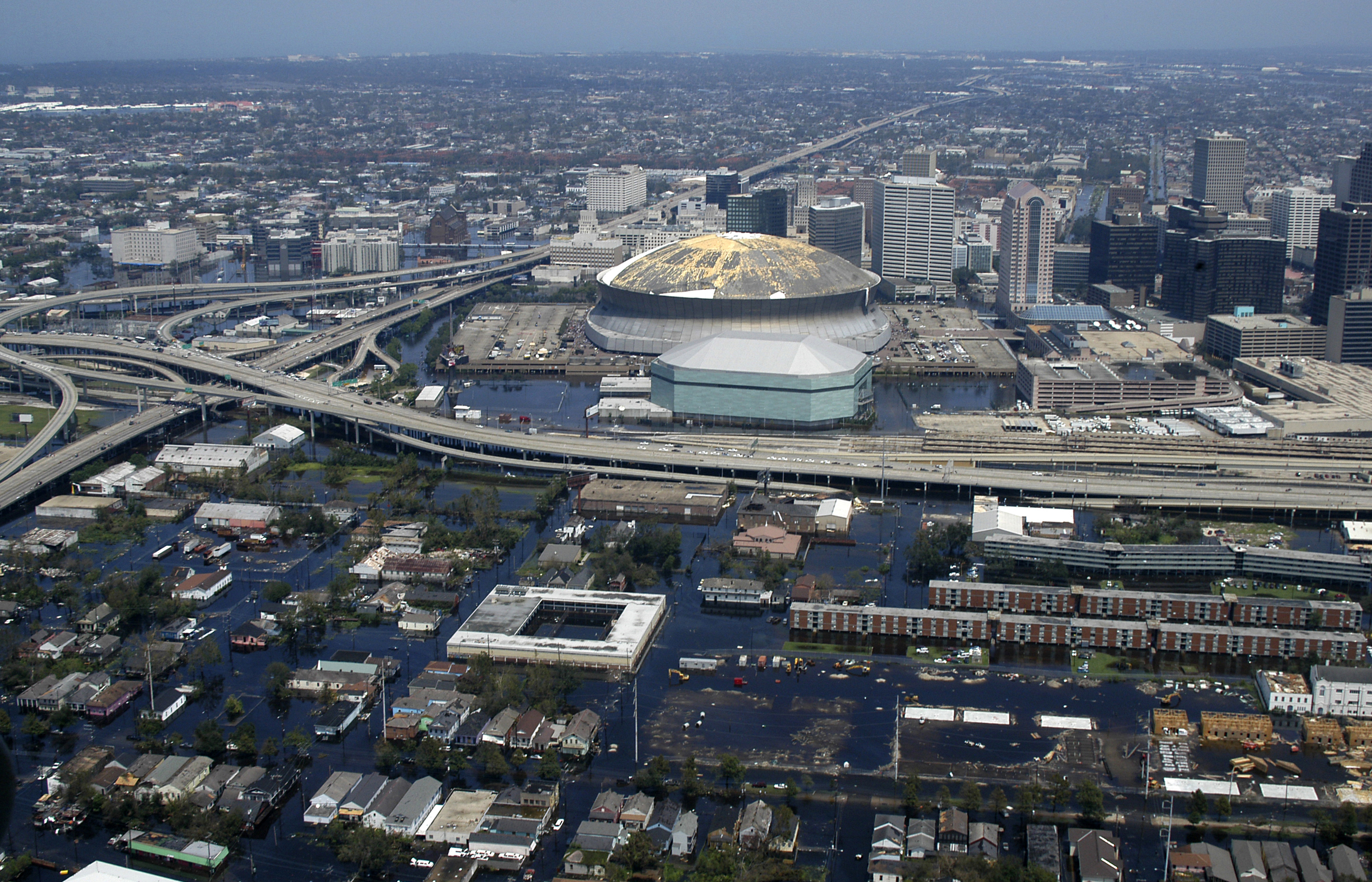
Những phần bị lụt ở Khu Thương mại Trương ương, nhìn từ không trung, hai ngày sau bão Katrina vào thành phố

New Orleans (viết tắt NOLA; người Mỹ gốc Việt phiên âm là Ngọc Lân hay Tân Linh) là thành phố lớn nhất thuộc tiểu bang Louisiana, Hoa Kỳ. Thành phố ở vị trí 30,07° vĩ độ bắc, 89,93° kinh độ tây, nằm ở phía đông nam tiểu bang, giữa sông Mississippi và hồ Pontchartrain, cách nơi cửa sông đổ ra vịnh Mexico khoảng 100 dặm. Về mặt luật pháp và hành chính thì thành phố New Orleans với Quận Orleans là một. Thành phố này được đặt tên theo Philippe II, Công tước Orléans, công tước nhiếp chính Pháp, và là một trong những thành phố cổ nhất ở nước Mỹ.
Đây là trung tâm công nghiệp và phân phối và là cảng biển lớn của Mỹ. Thành phố này nổi tiếng với những di sản văn hoá đa sắc tộc, không khí lễ hội với nhạc và nghệ thuật ẩm thực địa phương. Nó được coi là nơi sinh của nhạc jazz. Nó là nơi du lịch nổi tiếng khắp thế giới do kiến trúc, nhạc, và thực phẩm đặc biệt, cũng như là Mardi Gras và những tổ chức khác.
Theo Thống kê Dân số năm 2000, dân số thành phố là 484.674 người. Cộng thêm những ngoại ô trong Quận Jefferson, Quận St. Bernard bên cạnh, và những khu gần khác, con số đó tới khoản 1,4 triệu người. Tuy nhiên, New Orleans bị cơn bão Katrina tàn phá vào ngày 29 tháng 8 năm 2005, làm khắp thành phố bị lụt lội thê thảm, bắt mọi người dân phải sơ tán và làm nhiều người thiệt mạng. Vào những năm sau, dân số lên lại khoảng 1,2 triệu người.
New Orleans có một khu Việt Nam lớn trong phía Đông New Orleans gọi là Versailles ("Vẹc Sai") nhưng có nhiều người gốc Việt ở khắp New Orleans, ví dụ ở Harvey và Westwego.